# Stanisław Wysocki z Budzisławia

Herb Dryja

Stanisław Wysocki z Budzisławia herbu Dryja (ur. ok. 1518 roku – zm. w 1575 roku) – kasztelan biechowski, kasztelan lądzki.
Do rodzeństwa jego należał Jan (zm. 1560), opat lądzki, kantor i kanonik gnieźnieński, krakowski, płocki i łęczycki, sekretarz króla Zygmunta II Augusta. Jan Wysocki wsławił się jako legat do papieża Pawła IV oraz do króla neapolitańskiego. 
Córka kasztelana Stanisława poślubiła Jana Sierakowskiego, kasztelana łęczyckiego.
Początkowo sędzia ziemski kaliski.
W latach 1568–1571 pełnił urząd kasztelana biechowskiego, następnie lędzkiego od 1571. Podpisał akt unii lubelskiej 1569 roku. Przyjął biskupa posła z Walencji w Budzisławiu koło Koła.  Podpisał konfederację warszawską 1573 roku.
Poseł województw wpoznańskiego i kaliskiego na sejm  krakowski 1553 roku, sejm warszawski 1563/1564 roku, sejm konwokacyjny1573 roku, sejm koronacyjny 1574 roku, poseł województwa kaliskiego na sejm 1565 roku, poseł województwa poznańskiego na sejm 1569 roku. Był uczestnikiem zjazdu w Łowiczu 23 lipca 1572 roku. 
Był fundatorem kaplicy Św. Anny w Budzisławiu, gdzie został pochowany.